# Шона (Брашов)
Шона (рум. Șona) насеље је у Румунији у округу Брашов у општини Мандра. Oпштина се налази на надморској висини од 431 m.

## Становништво
Према подацима из 2002. године у насељу је живело 288 становника, од којих су сви румунске националности.